# Young Foolish Happy
| Recensione    | Giudizio         |
| ------------- | ---------------- |
| BBC Music     | (non favorevole) |
| Daily Express |                  |
| NME           | (04/10)          |
| Today Online  |                  |

Young Foolish Happy è il secondo album studio della cantante britannica Pixie Lott. È stato pubblicato il 11 novembre 2011. L'album ha raggiunto la 18ª posizione nella classifica inglese e ha raggiunto le 18 503 copie nella sua prima settimana. L'album è uscito il 24 gennaio 2012 in Italia.

## Singoli
- Il primo singolo, precedente all'uscita dell'album, è All About Tonight, pubblicato il 1º settembre 2011.[8]
- What Do You Take Me For?, in collaborazione con il rapper Pusha T, è il secondo singolo. È stato pubblicato il 4 novembre 2011.[9]
- Kiss The Stars è stato confermato come terzo singolo.[10]

## Tracce
Edizione standard
1. Come Get It Now - 2:19
2. All About Tonight - 3:06
3. What Do You Take Me For? (feat. Pusha T) - 2:55
4. Nobody Does It Better - 3:33
5. Kiss The Stars - 3:14
6. Stevie On the Radio - 4:10
7. Everybody Hurts Sometimes - 4:04
8. Dancing On My Own (feat. Marty James) - 3:50
9. Love You to Death - 3:29
10. Birthday - 3:16
11. Bright Lights (Good Life), Pt. II (Tinchy Stryder feat. Pixie Lott) - 4:04
12. Perfect - 3:05
13. You Win - 4:22
14. We Just Go On - 3:52

Edizione deluxe
1. Till the Sun Comes Out - 3:38
2. The Thing I Love - 3:35
3. I Throw My Hands Up - 2:51
4. Black As Rain - 3:43
5. Paper Planes - 3:41
6. What Do You Take Me For? (Benji Boko Remix) (feat. Pusha T) - 3:07

Edizione deluxe iTunes (Regno Unito)
1. All About Tonight (Video) - 3:10
2. What Do You Take Me For? (Video) - 3:00

## Classifiche
| Classifica  | Posizione massima |
| ----------- | ----------------- |
| Irlanda     | 33                |
| Regno Unito | 18                |

## Date di pubblicazione
| Paese       | Data             | Etichetta |
| ----------- | ---------------- | --------- |
| Paesi Bassi | 11 novembre 2011 | Universal |
| Giappone    | 11 novembre 2011 | Universal |
| Irlanda     | 11 novembre 2011 | Mercury   |
| Regno Unito | 14 novembre 2011 | Mercury   |
| Svezia      | 14 novembre 2011 | Universal |
| Germania    | 22 novembre 2011 | Universal |
| Polonia     | 25 novembre 2011 | Universal |
| Australia   | 2 dicembre 2011  | Universal |
| Italia      | 24 gennaio 2012  | Universal |